# Glypta crassa
Glypta crassa är en stekelart som beskrevs av Dasch 1988. Glypta crassa ingår i släktet Glypta och familjen brokparasitsteklar. Inga underarter finns listade i Catalogue of Life.